# Специальный трудовой стаж в Российской Федерации
Специальный трудовой стаж — в законодательстве Российской Федерации это суммарная продолжительность трудовой деятельности (независимо от количества и продолжительности перерывов в ней) в определенных отраслях народного хозяйства, в определенных профессиях, должностях и в определенных местностях, а также некоторые виды общественно-полезной деятельности. Такое определение содержал утративший на данный момент силу Закон РФ от 20 ноября 1990 г. N 340-I «О государственных пенсиях в Российской Федерации».

## Использование термина
С проведенным обновлением законодательства, определение данного термина было исключено.
При этом, от самого термина законодатель не отказался и продолжает его использовать, так например упоминание «специального трудового стажа» присутствует в абзаце 2 ст. 375 Трудового кодекса РФ:

Время работы освобожденного профсоюзного работника на выборной должности в выборном органе первичной профсоюзной организации засчитывается в его общий и специальный трудовой стаж.

Также данный термин используется в абзаце 2 части 3 статьи 10 Федерального закона «О статусе военнослужащих»:

Время прохождения военной службы военнослужащими на воинских должностях, связанных с повышенной опасностью для жизни и
здоровья, засчитывается в специальный трудовой стаж при установлении пенсии по старости в связи с особыми условиями труда или пенсии за выслугу лет, если указанные должности включены в соответствующие перечни, утвержденные Правительством Российской Федерации.

## Виды специального трудового стажа
Специальный стаж
- Специальный стаж работников медицинской сферы;
- Педагогический стаж.

Выслуга лет:
- работников летно-испытательного состава;
- военнослужащих.

## Специальный стаж работников медицинской сферы

### Нормативное регулирование
- Федеральный Закон от 28 декабря 2013 г. № 400-ФЗ «О страховых пенсиях» (вступил в силу с 1 января 2015 года);
- Постановление Правительства РФ от 24 июля 2002 г. N 555 «Об утверждении Правил подсчета и подтверждения страхового стажа для

установления трудовых пенсий»;
- Постановление Правительства РФ от 11 июля 2002 г. N 516 "Об утверждении Правил исчисления периодов работы, дающей право на досрочное назначение трудовой пенсии по старости;
- Постановление Правительства РФ от 29 октября 2002 г. N 781 "О списках работ, профессий, должностей, специальностей и учреждений, с учетом которых досрочно назначается трудовая пенсия по старости;

### Правовое значение стажа работников медицинской сферы
Значение данного стажа заключается в том, что при его достижении работники медицинской сферы получают право на пенсию по
старости ранее достижения возраста 65 (для мужчин) или 60 (для женщин) лет, то есть имеют право на досрочную пенсию.
Работники в области здравоохранения имеют право на досрочную пенсию независимо от их возраста в двух случаях:
1) если они осуществляли лечебную и иную деятельность по охране здоровья населения в сельской местности и поселках городского типа и набрали стаж не менее 25 лет;
2) если они осуществляли лечебную и иную деятельность по охране здоровья населения в городах, сельской местности и поселках городского типа либо только в городах и набрали стаж не менее 30 лет. 

### Периоды включаемые в стаж работников медицинской сферы
В специальный стаж работников медицинской сферы включаются периоды работы и (или) иной деятельности на должностях и в учреждениях, перечень которых приведён в Постановлении № 781. Это означает, что если лицо работает в должности и учреждении, которые не предусмотрены указанным перечнем (или что-то одно из двух не предусмотрено перечнем), то оно не будет иметь право на пенсию ранее достижения возраста 60 лет.

### Исчисление стажа работников медицинской сферы
Существует общий и льготный порядок исчисления стажа работников данной сферы.
Общий порядок исчисления стажа регулируется Постановлением № 516 и Постановлением № 781. Этот порядок состоит в следующем: 
- В стаж работы медицинских работников засчитываются периоды работы, выполняемой постоянно при условии уплаты за эти периоды страховых взносов в Пенсионный фонд Российской Федерации, а если период работы имел место до 1 января 1991 г. — то при условии уплаты взносов на государственное социальное страхование. Периоды работы засчитываются в стаж в календарном порядке.
- Периоды работы, которые имели место после 1 ноября 1999 г., засчитываются в стаж при условии её выполнения в режиме нормальной или сокращенной продолжительности рабочего времени. А те периоды, которые проходили до 1 ноября 1999 г., засчитываются в стаж при условии её выполнения как в режиме нормальной или сокращённой продолжительности рабочего времени, так и при режиме неполного рабочего времени.
- Периоды работы главной медицинской сестры засчитываются в стаж только при условии её выполнения в режиме нормальной или сокращенной продолжительности рабочего времени независимо от времени выполнения работы.
- Если работа осуществлялась в нескольких должностях (учреждениях) в течение неполного рабочего времени, то период этой работы засчитывается в стаж только тогда, когда в результате суммирования объема работы в этих должностях (учреждениях) получилась нормальная или сокращенная продолжительность рабочего времени в объеме полной ставки по одной из этих должностей.

Льготный порядок исчисления стажа медицинских работников регулируется Постановлением № 781. Он установлен для двух категорий работников.
- Первая категория - лица, осуществлявшие лечебную и иную деятельность по охране здоровья населения в учреждениях здравоохранения в городе, в сельской местности и в поселке городского типа (рабочем поселке). Для этих лиц 1 год работы в сельской местности или в посёлке городского типа (рабочем посёлке) засчитывается в стаж как 1 год и 3 месяца. Например, если такое лицо проработает в посёлке городского типа 5 лет, то в стаж будет засчитываться период продолжительностью 6 лет и 3 месяца.
- Вторая категория - лица, работавшие в структурных подразделениях учреждений здравоохранения в должностях по перечню, установленному Постановлением № 781. Для них год работы засчитывается в стаж работы как год и 6 месяцев.

Если лицо относится к категории и тех, и других, то применяются оба порядка льготного исчисления стажа работы. В таком случае 1 год работы засчитывается в стаж как 1 год и 9 месяцев.

### Документы, подтверждающие страховой стаж медицинских работников
Данные документы подразделяются на две группы:
1) Документы, подтверждающие страховой стаж до регистрации медицинских работников в качестве застрахованных лиц. К ним относятся: трудовые книжки, письменные трудовые договоры, справки, выдаваемые работодателями или соответствующими государственными (муниципальными) органами, выписки из приказов, лицевые счета и ведомости на выдачу заработной платы, а также показания двух или более свидетелей, знающих гражданина по совместной работе у одного работодателя, если документы о работе утрачены в связи со стихийным бедствием (землетрясением, наводнением и тому подобными причинами) и восстановить их невозможно;
2) Документы, подтверждающие страховой стаж после регистрации медицинских работников в качестве застрахованных лиц. К ним относятся документы об уплате соответствующих обязательных платежей, выдаваемыми в установленном порядке территориальным органом Пенсионного фонда
Российской Федерации на основании сведений индивидуального (персонифицированного) учета.

## Педагогический стаж
Педагогический стаж — это суммарная продолжительность трудовой деятельности в образовательных учреждениях (ОУ) на должностях, связанных с образовательным процессом и предусмотренных Списками, утвержденными Постановлением Правительства Российской Федерации от 29 октября 2002 года № 781.
В нормативных правовых актах данный стаж именуется как педагогическая деятельность, стаж педагогической работы, или — более узко — стаж преподавательской деятельности.
Например в пункте 19 части 1 статьи 27 Федерального закона от 17.12.2001 N 173-ФЗ «О трудовых пенсиях в Российской Федерации» упоминается термин «педагогическая деятельность»:

1. Трудовая пенсия по старости назначается ранее достижения возраста, установленного статьей 7 настоящего Федерального закона, следующим лицам:
19) лицам, не менее 25 лет осуществлявшим педагогическую деятельность в учреждениях для детей, независимо от их возраста;

### Нормативное регулирование
- Федеральный закон от 17.12.2001 N 173-ФЗ «О трудовых пенсиях в Российской Федерации»[4]
- Письмо Минобрнауки РФ N АФ-947, Профсоюза работников народного образования и науки РФ N 96 от 26.10.2004 «О размерах и условиях оплаты труда работников образовательных учреждений в 2005 году»[8]
- Постановление Минтруда РФ от 24.06.1994 N 50 «Об утверждении Порядка установления стажа работы при утрате документов в результате чрезвычайных ситуаций»[9]
- Письмо Минобразования России от 29.03.2001 "Об оплате труда работников учреждений образования (вместе с «Временными требованиями по оценке квалификации и уровня профессиональной компетентности при присвоении квалификационной категории руководителям, специалистам (педагогическим работникам)»[10]
- Приказ Минобразования России от 7.12.2000 № 3570 «Об утверждении положения о порядке и

условиях предоставления педагогическим работникам образовательных учреждений длительного отпуска сроком до 1 года».
- Постановление Правительства РФ от 29.10.2002 N 781 "О списках работ, профессий, должностей, специальностей и учреждений, с учетом которых досрочно назначается трудовая пенсия по старости в соответствии со статьей 27 Федерального закона «О трудовых пенсиях в Российской Федерации», и об утверждении Правил исчисления периодов работы, дающей право на досрочное назначение трудовой пенсии по старости в соответствии со статьей 27 Федерального закона «О трудовых пенсиях в Российской Федерации»[7]

### Правовое значение педагогического стажа
Трудовое законодательство с данным видом стажа связывает:
- возможность назначения педагогическому работнику трудовой пенсии по старости;
- определение размера заработной платы;
- предоставление длительного отпуска сроком до одного года.

Педагогический стаж имеет определённое значение при оформлении на работу в ОУ и прохождении аттестации на квалификационную категорию, а также при осуществлении процедуры представления к государственным наградам.

### Периоды включаемые в педагогический стаж
В педагогический стаж включаются:
- периоды трудовой деятельности в должностях и учреждениях предусмотренных Списками, утвержденными Постановлением Правительства Российской Федерации от 29 октября 2002 года № 781 (утратил юридическую силу)[7];
- периоды временной нетрудоспособности;
- периоды ежегодных оплачиваемых отпусков, включая дополнительные;
- период нахождения женщины в декретном отпуске по беременности и родам;
- до 6 октября 1992 года период нахождения женщины в отпуске по уходу за ребенком до достижения им возраста трех лет.

### Исчисление педагогического стажа
В соответствии с (документ утратил юридическую силу) п. 9.2. Письма Минобрнауки РФ N АФ-947, Профсоюза работников народного образования и науки РФ N 96 от 26.10.2004 «О размерах и условиях оплаты труда работников образовательных учреждений в 2005 году» в стаж педагогической работы засчитывается:

- педагогическая, руководящая и методическая работа в образовательных и других учреждениях согласно приложению 1 к настоящим Рекомендациям;
- время работы в других учреждениях и организациях, службы в Вооруженных Силах СССР и РФ, обучения в учреждениях высшего и среднего профессионального образования — в порядке, предусмотренном приложением 2 к настоящим Рекомендациям.

Педагогическим работникам в соответствии с Порядком зачета в педагогический стаж времени работы в отдельных учреждениях (организациях), а также времени обучения в учреждениях высшего и среднего профессионального образования и службы в вооруженных силах СССР и РФ утвержденным Письмом Минобрнауки РФ N АФ-947, Профсоюза работников народного образования и науки РФ N 96 от 26.10.2004 «О размерах и условиях оплаты труда работников образовательных учреждений в 2005 году» в стаж педагогической работы засчитывается следующие периоды времени:
Без условий и ограничений:
- время нахождения на военной службе по контракту из расчёта один день военной службы за один день работы, а время нахождения на военной службе по призыву (в том числе офицеров, призванных на военную службу в соответствии с указом Президента РФ) — один день военной службы за два дня работы;
- время работы в должности заведующего фильмотекой и методиста фильмотеки.

При условии, если этим периодам, взятым как в отдельности, так и в совокупности, непосредственно предшествовала и за ними непосредственно следовала педагогическая деятельность:
- время службы в Вооруженных Силах СССР и РФ на должностях офицерского, сержантского, старшинского составов, прапорщиков и мичманов (в том числе в войсках МВД, в войсках и органах безопасности), кроме периодов, предусмотренных в пункте 1.1;
- время работы на руководящих, инспекторских, инструкторских и других должностях специалистов в аппаратах территориальных организаций (комитетах, советах) профсоюза работников народного образования и науки РФ (просвещения, высшей школы и научных учреждений); на выборных должностях в профсоюзных органах; на инструкторских и методических должностях в педагогических обществах и правлениях детского фонда; в должности директора (заведующего) дома учителя (работника народного образования, профтехобразования); комиссиях по делам несовершеннолетних и защите их прав или в отделах социально-правовой охраны несовершеннолетних, в подразделениях по предупреждению правонарушений (инспекциях по делам несовершеннолетних, детских комнатах милиции) органов внутренних дел;
- время обучения (очная форма) в аспирантуре, учреждениях высшего и среднего профессионального образования, имеющих государственную аккредитацию.

Для ниже указанных категорий педагогических работников помимо периодов, предусмотренных п. 1 и 2 настоящего Порядка, засчитывается время работы в организациях и время службы в Вооружённых Силах СССР и РФ по специальности (профессии), соответствующей профилю работы в образовательном учреждении или профилю преподаваемого предмета (курса, дисциплины, кружка): 
- преподаватели-организаторы (основ безопасности жизнедеятельности, допризывной подготовки);
- учителя и преподаватели физвоспитания, руководители физического воспитания, инструкторы по физкультуре, инструкторы-методисты (старшие инструкторы-методисты), тренеры-преподаватели (старшие тренеры-преподаватели);
- учителя, преподаватели трудового (профессионального) обучения, технологии, черчения, изобразительного искусства, информатики, специальных дисциплин, в том числе специальных дисциплин общеобразовательных учреждений (классов) с углублённым изучением отдельных предметов;
- мастера производственного обучения;
- педагоги дополнительного образования;
- педагогические работники экспериментальных образовательных учреждений;
- педагоги-психологи;
- методисты;
- педагогические работники учреждений среднего профессионального образования (отделений) культуры и искусства, музыкально-педагогических, художественно-графических, музыкальных;
- преподаватели учреждений дополнительного образования детей (культуры и искусства, в том числе музыкальных и художественных); преподаватели специальных дисциплин музыкальных и художественных общеобразовательных учреждений, преподаватели музыкальных дисциплин педагогических училищ (педагогических колледжей), учителя музыки, музыкальные руководители, концертмейстеры.

Работникам учреждений и организаций время педагогической работы в ОУ, выполняемой помимо основной работы на условиях почасовой оплаты, включается в педагогический стаж, если её объём (в одном или нескольких образовательных учреждениях) составляет не менее 180 ч в учебном году. При этом в педагогический стаж засчитываются только те месяцы, в течение которых выполнялась педагогическая работа.
Вопрос соответствия работы профилю, преподаваемого предмета разрешается в соответствии с п. 5 указанного Порядка:

Право решать конкретные вопросы о соответствии работы в учреждениях, организациях и службы в Вооруженных Силах СССР и Российской Федерации профилю работы, преподаваемого предмета (курса, дисциплины, кружка) предоставляется руководителю образовательного учреждения по согласованию с профсоюзным органом.

### Документы, подтверждающие педагогический стаж
Согласно п. 9.1 Письма Минобрнауки РФ N АФ-947, Профсоюза работников народного образования и науки РФ N 96 от 26.10.2004 «О размерах и условиях оплаты труда работников образовательных учреждений в 2005 году», устанавливаются правила определения педагогического стажа:

9.1. Основным документом для определения стажа педагогической работы является трудовая книжка.
Стаж педагогической работы, не подтвержденный записями в трудовой книжке, может быть установлен на основании надлежаще оформленных справок за подписью руководителей соответствующих учреждений, скрепленных печатью, выданных на основании документов, подтверждающих стаж работы по специальности (приказы, послужные и тарификационные списки, книги учета личного состава, табельные книги, архивные описи и т. д.). Справки должны содержать данные о наименовании образовательного учреждения, о должности и времени работы в этой должности, о дате выдачи справки, а также сведения, на основании которых выдана справка о работе.
В случае утраты документов о стаже педагогической работы указанный стаж может быть установлен на основании справок с прежних мест работы или на основании письменных заявлений двух свидетелей, подписи которых должны быть удостоверены в нотариальном порядке. Свидетели могут подтверждать стаж только за период совместной работы.

В исключительных случаях, когда не представляется возможным подтвердить стаж работы показаниями свидетелей, которые знали работника по совместной работе, и за период этой работы, органы, в подчинении которых находятся образовательные учреждения, могут принимать показания свидетелей, знавших работника по совместной работе в одной системе.

## Выслуга лет работников летно-испытательного состава
Согласно п. 13 ст. 27 Закона N 173-ФЗ трудовая пенсия по старости назначается ранее достижения возраста следующим лицам:

1) мужчинам, проработавшим не менее 25 лет, и женщинам, проработавшим не менее 20 лет в летном составе гражданской авиации;
2) мужчинам, проработавшим не менее 20 лет, и женщинам, проработавшим не менее 15 лет в указанном составе гражданской авиации — при оставлении летной работы по состоянию здоровья;

3) мужчинам по достижении возраста 55 лет и женщинам по достижении возраста 50 лет, если они проработали на работах по непосредственному управлению полетами воздушных судов гражданской авиации соответственно не менее 12 лет 6 месяцев и не менее 10 лет и имеют страховой стаж соответственно не менее 25 и 20 лет.
Постановлением Совета Министров РСФСР от 05.07.1991 N 384 установлен порядок назначения и выплаты пенсий за выслугу лет работникам летно-испытательного состава. По этому Постановлению право на пенсию за выслугу лет имеют следующие работники летно-испытательного состава:

1) летный состав, непосредственно выполняющий испытательные полеты на штатных рабочих местах летательных аппаратов и парашютно-десантной техники:
летчики (пилоты) — испытатели;
штурманы-испытатели;
бортинженеры-испытатели;
ведущие инженеры — испытатели всех наименований, занятые летными испытаниями авиационной техники и входящие в состав штатного летного экипажа;
бортмеханики-испытатели;
бортэлектрики-испытатели;
бортрадисты-испытатели;
бортоператоры-испытатели;
парашютисты-испытатели;
2) инженерно-технический состав, совершающий полеты
по испытаниям (исследованиям), сдаче, приемке летательных аппаратов, их систем, агрегатов, приборов и оборудования, парашютно-десантной техники (при наличии действующего свидетельства о допуске к проведению летных испытаний):
инженеры;
техники;
механики;
операторы;
экспериментаторы всех наименований;

3) работники, проводящие инспектирование летного состава в испытательных полетах, а также лица, осуществляющие руководство летно-испытательными службами и участвующие в испытательных полетах в качестве члена экипажа летательного аппарата (при наличии действующего свидетельства о допуске к проведению летных испытаний).

### Социальное обеспечение
В соответствии с Федеральным законом от 27.11.2001 N 155-ФЗ «О дополнительном социальном обеспечении членов летных экипажей воздушных судов гражданской авиации», определяются условия, порядок назначения и выплаты ежемесячной доплаты к пенсии, установленной в соответствии с законодательством Российской Федерации, Доплата к пенсии членам летных экипажей воздушных судов гражданской авиации назначается при наличии выслуги в должности члена летного экипажа воздушного судна гражданской авиации не менее 25 лет у мужчин и не менее 20 лет у женщин, а при оставлении летной работы по состоянию здоровья — не менее 20 лет у мужчин и не менее 15 лет у женщин (ст. 1 Закона N 155-ФЗ).
Доплата к пенсии членам летных экипажей воздушных судов гражданской авиации выплачивается при условии прекращении летной работы.
Согласно ст. 139 ТК РФ для расчета средней заработной платы учитываются все предусмотренные системой оплаты труда виды выплат, применяемые в соответствующей организации, независимо от источников этих выплат. При любом режиме работы расчет средней заработной платы работника во всех случаях, кроме оплаты отпусков и выплаты компенсации за неиспользованные отпуска, производится исходя из фактически начисленной ему заработной платы и фактически отработанного им времени за 12 месяцев, предшествующих моменту выплаты.
Законом N 155-ФЗ для работодателей, использующих труд членов летных экипажей воздушных судов гражданской авиации, сверх ставки единого социального налога (взноса), зачисляемого в ПФР, тариф страховых взносов в ПФР устанавливается в размере 14 % выплат. Они начисляются работодателями в пользу указанных лиц в денежном выражении по всем основаниям, включая вознаграждения по договорам гражданско-правового характера, предметом которых являются выполнение работ и (или) оказание услуг, независимо от источников финансирования.
На начисленные работодателями в пользу членов летных экипажей воздушных судов гражданской авиации выплаты не начисляются страховые взносы по указанному тарифу. В соответствии со ст. 238 НК РФ они не подлежат обложению единым социальным налогом (взносом).
Все пенсии, начисленные работникам летного состава гражданской авиации до вступления в законную силу Закона N 173-ФЗ, в течение действия Закона N 155-ФЗ подлежат обязательной индексации.

### Определение доли страховой пенсии
В рамках действующего законодательства определяется в соответствии со статьей 17.2 Федерального закона от 17.12.2001 N 173-ФЗ «О трудовых пенсиях в Российской Федерации».
Учитывая обновление законодательства, данные отношения с 1 января 2015 года будут урегулированы статьей 20 Федерального закона от 28.12.2013 N 400-ФЗ «О страховых пенсиях».

### Периоды включаемые в выслугу лет работников летно-испытательного состава
Список должностей членов летных экипажей воздушных судов гражданской авиации и должностей.

### Исчисление стажа работников летно-испытательного состава
В соответствии с пунктом 4 Положения о порядке назначения и выплаты пенсий за выслугу лет работникам летно испытательного состава утвержденного Постановлением Совмина РСФСР от 05.07.1991 N 384 «О порядке назначения и выплаты пенсий за выслугу лет работникам летно-испытательного состава»:

4. При исчислении сроков выслуги лет для назначения пенсии работникам летно-испытательного состава считается:
один год работы в должностях, указанных в подпункте «а» пункта 3 настоящего Положения, — за два года при условии проведения в течение данного года летных испытаний;
один год работы в должностях, указанных в подпункте «б» пункта 3 настоящего Положения, при налете в год 120 и более часов — за два года, от 50 до 120 часов — за полтора года, менее 50 часов — за один год. В таком же порядке исчисляется выслуга лет при выполнении не менее 50 % указанного налета на воздушных судах маневренной авиации и вертолетах;
один год работы в должностях, указанных в подпункте «в» пункта 3 настоящего Положения, — за два года при условии выполнения установленной нормы налета часов.
Если работник летно-испытательного состава в течение года не участвовал в летных испытаниях, но имел иной налет (транспортный, в порядке летной подготовки и т. д.), сроки выслуги лет исчисляются в порядке, установленном для назначения пенсий летному составу гражданской авиации.
При отсутствии у работника летно-испытательного состава в течение года налета часов вообще данный год в выслугу лет не засчитывается.
В случае, когда отсутствие налета вызвано трудовым увечьем, полученным при выполнении испытательных полетов, выслуга лет исчисляется по фактической продолжительности.

В соответствии с пунктом 5 Положения о порядке назначения и выплаты пенсий за выслугу лет работникам летно испытательного состава утвержденного Постановлением Совмина РСФСР от 05.07.1991 N 384 «О порядке назначения и выплаты пенсий за выслугу лет работникам летно-испытательного состава» в выслугу лет работникам летно-испытательного состава засчитывается:

время службы в должностях летного состава Вооруженных Сил СССР и работа в должностях летного состава гражданской авиации — в порядке, установленном для назначения пенсий соответственно военнослужащим и летному составу гражданской авиации;
время работы за границей в должностях летного состава иностранной гражданской авиации — в порядке, установленном для назначения пенсий летному составу гражданской авиации при условии уплаты страховых взносов в Пенсионный фонд РСФСР (за период работы начиная с 1992 года);
время работы в должностях летно-испытательного состава иностранных фирм — в порядке, установленном настоящим Положением, при условии уплаты страховых взносов в Пенсионный фонд РСФСР (за период работы начиная с 1992 года);
время обучения в высших и средних учебных заведениях авиации, если этому предшествовала работа в должностях летного состава (летчикам-испытателям, штурманам-испытателям независимо от этого условия), — по фактической продолжительности, а в Школе летчиков-испытателей (Центре подготовки летного состава) имени А. В. Федотова — в двойном размере при условии участия в испытательных полетах;

время оплачиваемого отпуска по уходу за ребенком, предоставляемого женщинам, продолжительностью, установленной законодательством.

## Выслуга лет военнослужащих
Выслуга лет военнослужащих — это суммарная продолжительность периодов военной службы и иных периодов устанавливаемых в соответствии с законодательством РФ.

### Нормативное регулирование
1. Федеральный закон от 15.12.2001 N 166-ФЗ «О государственном пенсионном обеспечении в Российской Федерации»[16];
2. Закон РФ от 12.02.1993 N 4468-1 «О пенсионном обеспечении лиц, проходивших военную службу, службу в органах внутренних дел, Государственной противопожарной службе, органах по контролю за оборотом наркотических средств и психотропных веществ, учреждениях и органах уголовно-исполнительной системы, и их семей»[17];
3. Постановление Правительства РФ от 22.09.1993 N 941 «О порядке исчисления выслуги лет, назначения и выплаты пенсий, компенсаций и пособий лицам, проходившим военную службу в качестве офицеров, прапорщиков, мичманов и военнослужащих сверхсрочной службы или по контракту в качестве солдат, матросов, сержантов и старшин либо службу в органах внутренних дел, Государственной противопожарной службе, учреждениях и органах уголовно-исполнительной системы, и их семьям в Российской Федерации»[18].
4. Федеральный закон от 07.11.2011 N 306-ФЗ «О денежном довольствии военнослужащих и предоставлении им отдельных выплат»[19]

### Периоды включаемые в выслугу лет военнослужащих
Правительством Российской Федерации в соответствии с частью 14 статьи 2 Федерального закона «О денежном довольствии военнослужащих и предоставлении им отдельных выплат» утверждаются Правила исчисления выслуги лет для назначения военнослужащим, проходящим военную службу по контракту, ежемесячной надбавки за выслугу лет (Постановление от 21 декабря 2011 г. N 1074).
Военнослужащим в выслугу лет для назначения надбавки засчитываются в календарном исчислении следующие периоды:
```

```

а) военная служба в Вооруженных Силах Российской Федерации, других войсках, воинских формированиях, органах, а также в создаваемых на военное время специальных формированиях, предусмотренных законодательством Российской Федерации;
б) военная служба в Вооруженных Силах Союза ССР, войсках, воинских формированиях, органах, учреждениях и иных организациях в соответствии с законодательством Союза ССР и РСФСР, в Объединенных Вооруженных Силах государств — участников Содружества Независимых Государств;
в) военная служба граждан Российской Федерации в вооруженных силах, других войсках, воинских формированиях и органах государств — участников Содружества Независимых Государств (при их переводе в установленном порядке в Вооруженные Силы Российской Федерации, другие войска, воинские формирования и органы);
г) военная служба граждан Российской Федерации до 1 января 1995 г. в вооруженных силах, других войсках, воинских формированиях и органах государств — бывших республик Союза ССР, не входящих в Содружество Независимых Государств;
д) военная служба граждан Российской Федерации в вооруженных силах, других войсках, воинских формированиях и органах иностранных государств, с которыми заключены соответствующие международные договоры или соглашения о военном сотрудничестве;
е) приостановление военной службы военнослужащих в случае избрания их депутатами Государственной Думы Федерального Собрания Российской Федерации, депутатами законодательных (представительных) органов государственной власти субъектов Российской Федерации, депутатами представительных органов муниципальных образований и главами муниципальных образований, осуществляющими указанные полномочия на постоянной основе, назначения судьями военных судов или Военной коллегии Верховного Суда Российской Федерации, наделения полномочиями высших должностных лиц субъектов Российской Федерации (руководителей высших исполнительных органов государственной власти субъектов Российской Федерации) или назначения временно исполняющими обязанности высших должностных лиц субъектов Российской Федерации (руководителей высших исполнительных органов государственной власти субъектов Российской Федерации), избрания (назначения) членами Совета Федерации Федерального Собрания Российской Федерации;
ж) нахождение в плену или в качестве заложников, а также интернирование в нейтральных странах — до полного выяснения обстоятельств захвата в плен, в качестве заложников, интернирования, освобождения;
з) безвестное отсутствие — до признания в установленном законом порядке безвестно отсутствующим или объявления умершим;
и) содержание под стражей, отбывание наказания в местах лишения свободы — в случае вынесения оправдательного приговора либо прекращения уголовного дела, необоснованного привлечения к уголовной ответственности;
к) перерыв в военной службе в случае необоснованного увольнения с военной службы и последующего восстановления на военной службе в установленном порядке;
л) служба в органах внутренних дел, милиции (полиции), исправительно-трудовых учреждениях, военизированной пожарной охране, других учреждениях и формированиях органов внутренних дел (охраны общественного порядка) Российской Федерации и Союза ССР в качестве лиц рядового и начальствующего состава;
м) служба в учреждениях и органах уголовно-исполнительной системы;
н) служба в органах по контролю за оборотом наркотических средств и психотропных веществ в качестве лиц начальствующего состава, в том числе в должностях стажеров;
о) служба в федеральных органах налоговой полиции в качестве сотрудников, имеющих специальные звания;
п) служба в таможенных органах Российской Федерации в качестве сотрудников, имеющих специальные звания;
р) служба в учреждениях и органах прокуратуры Российской Федерации и Следственного комитета Российской Федерации в качестве прокурорских работников или сотрудников, имеющих классные чины или специальные звания;
с) работа в системе Государственной противопожарной службы Министерства внутренних дел Российской Федерации, Государственной противопожарной службы Министерства Российской Федерации по делам гражданской обороны, чрезвычайным ситуациям и ликвидации последствий стихийных бедствий, непосредственно предшествующая назначению на должности, замещаемые лицами рядового или начальствующего состава и военнослужащими Государственной противопожарной службы Министерства внутренних дел Российской Федерации и Министерства Российской Федерации по делам гражданской обороны, чрезвычайным ситуациям и ликвидации последствий стихийных бедствий;
т) иные периоды работы, засчитываемые на основании законодательства Российской Федерации.

При этом при исчислении исчислении страхового стажа, требуемого для приобретения права на страховую часть трудовой пенсии по старости военнослужащим, получающим пенсию за выслугу лет или пенсию по инвалидности в соответствии с Законом Российской Федерации от 12.02.1993 № 4468-1, в страховой стаж:
— не включаются периоды службы, предшествовавшие назначению пенсии по
инвалидности, либо периоды службы, работы и иной деятельности, учтенные
при определении размера пенсии за выслугу лет в соответствии с
указанным Законом,
— включаются периоды работы и (или) иной деятельности,
предусмотренные Федеральным законом от 17 декабря 2001 года № 173-ФЗ «О
трудовых пенсиях в Российской Федерации», имеющие место до дня
вступления в силу Федерального закона от 22.07.2008 № 156-ФЗ, то есть до 25
июля 2008 года.

### Документы подтверждающие выслугу лет военнослужащих
В законодательстве представлен широкий перечень документов. которые могут быть представлены как подтверждающие выслугу лет, в связи с невозможностью предусмотреть всех ситуаций в которых может оказаться необходимым использование военнослужащих. Так, например, постановление Правительства
РФ «О порядке установления факта
выполнения военнослужащими и иными
лицами задач в условиях чрезвычайного
положения и при вооруженных конфликтах
и предоставления им дополнительных
гарантий и компенсаций» от 31 марта 1994
г. № 280 определяет, что дополнительные
гарантии и компенсации, предусмотренные
Законом РФ "О дополнительных гарантиях
и компенсациях военнослужащим, проходившим
военную службу на территориях государств
Закавказья, Прибалтики и Республики
Таджикистан, а также выполняющим задачи
в условиях чрезвычайного положения и
при вооруженных конфликтах и устанавливает особый порядок признания выслуги лет.
По общему порядку выслуга лет определяется в соответствии с Положением о порядке подтверждения
трудового стажа для назначения пенсий
в РСФСР (утвержденного приказом
Минсоцобеспечения РСФСР от 4 октября
1991 г. № 190) и постановление Госкомтруда
СССР «Об утверждении положения о порядке
подтверждения трудового стажа для
назначения пенсий» от 12 сентября 1990 г.
, так в подтверждение военной
службы в рядах Вооруженных Сил СССР,
органах государственной безопасности
и внутренних дел, времени пребывания в
плену необходимо представить следующие
документы:
— военные билеты;
— справки военных комиссариатов,
вышестоящих воинских частей, штабов и
учреждений Министерства обороны, МВД,
КГБ СССР и РСФСР;
— справки архивных и военно-лечебных
учреждений;
— записи о военной службе,
внесенные в трудовую книжку на основании
документов.

## Выслуга лет федеральных государственных служащих
Должности федеральной государственной гражданской службы учреждаются
федеральным законом или указом Президента Российской Федерации, должности
государственной гражданской службы субъектов Российской Федерации — законами
или иными нормативными правовыми актами субъектов Российской Федерации с учетом
положений настоящего Федерального закона в целях обеспечения исполнения
полномочий государственного органа либо лица, замещающего государственную
должность.

### Должности гражданской службы
Должности гражданской службы
подразделяются на следующие категории:
1) руководители — должности руководителей
и заместителей руководителей государственных органов и их структурных
подразделений (далее также — подразделение), должности руководителей и
заместителей руководителей территориальных органов федеральных органов
исполнительной власти и их структурных подразделений, должности руководителей и
заместителей руководителей представительств государственных органов и их
структурных подразделений, замещаемые на определенный срок полномочий или без
ограничения срока полномочий;
2) помощники (советники) — должности,
учреждаемые для содействия лицам, замещающим государственные должности,
руководителям государственных органов, руководителям территориальных органов
федеральных органов исполнительной власти и руководителям представительств
государственных органов в реализации их полномочий и замещаемые на определенный
срок, ограниченный сроком полномочий указанных лиц или руководителей;
3) специалисты — должности, учреждаемые
для профессионального обеспечения выполнения государственными органами
установленных задач и функций и замещаемые без ограничения срока полномочий;
4) обеспечивающие специалисты — должности,
учреждаемые для организационного, информационного, документационного,
финансово-экономического, хозяйственного и иного обеспечения деятельности
государственных органов и замещаемые без ограничения срока полномочий.
Также должности гражданской службы
подразделяются на следующие группы:
1) высшие должности гражданской службы;
2) главные должности гражданской службы;
3) ведущие должности гражданской службы;
4) старшие должности гражданской службы;
5) младшие должности гражданской службы.

### Основания предоставления пенсии за выслугу лет государственным служащим
В связи с принятием и введением в действие с 1 января 2002 г. Федерального закона от 15 декабря 2001 г. № 166-ФЗ «О государственном пенсионном обеспечении в Российской Федерации» федеральным государственным служащим устанавливается пенсия за выслугу лет к трудовой пенсии по старости (инвалидности), предусмотренной Федеральным законом от 17 декабря 2001 г. № 173-ФЗ «О трудовых пенсиях в Российской Федерации»
В соответствии с Федеральным законом от 15 декабря 2001 г. № 166-ФЗ «О государственном пенсионном обеспечении в Российской Федерации» пенсия за выслугу лет устанавливается федеральным государственным служащим, уволенным с федеральной государственной службы по основаниям, предусмотренным статьей 7 названного Закона, при наличии у них стажа государственной службы не менее 15 лет.
В частности, необходимыми основаниями увольнения с федеральной государственной службы являются:
1) увольнение в связи с ликвидацией федеральных органов государственной власти, иных государственных органов, образованных в соответствии с Конституцией Российской Федерации и федеральными законами, а также по сокращению штата федеральных государственных служащих в федеральных органах государственной власти, их аппаратах, иных государственных органах, образованных в соответствии с Конституцией Российской Федерации и федеральными законами;
2) увольнение с должностей, утверждаемых в установленном законодательством Российской Федерации порядке для непосредственного обеспечения исполнения полномочий лиц, замещавших государственные должности Российской Федерации, в связи с прекращением этими лицами своих полномочий;
3) увольнение по достижении предельного возраста, установленного федеральным законом для замещения должности федеральной государственной службы;
4) увольнение по обнаружевшемуся несоответствию замещаемой должности федеральной государственной службы вследствие состояния здоровья, препятствующему продолжению государственной службы;
5) увольнение по собственному желанию в связи с выходом на государственную пенсию.
При этом граждане, уволенные с федеральной государственной службы по основаниям, предусмотренным подпунктами 2-5 пункта 1 статьи 7 названного Федерального закона, имеют право на пенсию за выслугу лет, если они замещали должности федеральной государственной службы не менее 12 полных месяцев непосредственно перед увольнением.
Следует учитывать, что пенсия за выслугу лет устанавливается к трудовой пенсии по старости (инвалидности), установленной по нормам Федерального закона от 17 декабря 2001 г. № 117-ФЗ «О трудовых пенсиях в Российской Федерации», и выплачивается одновременно с ней. Поэтому обязательным условием назначения пенсии за выслугу лет федеральных государственных служащих является также установление трудовой пенсии по старости (инвалидности).

### Периоды включаемые в выслугу лет государственных служащих
В стаж государственной
службы для назначения пенсии за выслугу лет федеральных государственных
служащих включаются в порядке, установленном Правительством Российской
Федерации, периоды службы (работы) в должностях федеральной государственной
службы, государственных должностях федеральных государственных служащих и
других должностях, определяемых Президентом Российской Федерации (ст. 19 Закона
N 166-ФЗ).
Согласно Постановлению
Правительства РФ от 15.09.2003 N 570 «О порядке включения в стаж
государственной службы для назначения пенсии за выслугу лет федеральных
государственных служащих периодов службы (работы) в государственных должностях
федеральной государственной службы, государственных должностях федеральных
государственных служащих и других должностях, определяемых Президентом
Российской Федерации» включение в стаж государственной службы для
назначения пенсии за выслугу лет федеральных государственных служащих периодов
службы (работы) в государственных должностях федеральной государственной
службы, государственных должностях федеральных государственных служащих и
других должностях, определяемых Президентом Российской Федерации,
осуществляется по заявлению федерального государственного служащего при его
обращении за назначением пенсии за выслугу лет федеральным государственным
органом, в котором этот служащий замещал государственную должность федеральной
государственной службы непосредственно перед увольнением.

### Документы подтверждающие выслугу лет государственных служащих
Документ,
подтверждающий стаж государственной службы для назначения пенсии за выслугу
лет, представляется федеральным государственным органом в ПФР для решения
вопроса о назначении пенсии, в соответствии с
порядком подсчета и подтверждения указанного стажа на основании сведений о
трудовой деятельности, трудовом стаже либо стаже государственной службы,
содержащихся в трудовой книжке и в иных выданных в установленном порядке
документах.

### Размер пенсии
Размер пенсии за выслугу лет федеральных государственных служащих исчисляется из их среднемесячного заработка за последние 12 полных месяцев федеральной государственной службы, предшествующих дню её прекращения или же предшествующих дню достижения ими возраста, дающего право на трудовую пенсию.
Размер среднемесячного заработка, исходя из которого федеральному государственному служащему исчисляется пенсия за выслугу лет, не может превышать 2,8 должностного оклада (0,8 денежного вознаграждения) по замещавшейся должности федеральной государственной службы либо 2,8 должностного оклада (0,8 денежного вознаграждения), сохраненного по прежней замещавшейся должности федеральной государственной службы в порядке, установленном законодательством Российской Федерации (п.2 ст. 21 Федерального закона от 15.12.2001 N 173-ФЗ).
Общий размер страховой части пенсии исчисляется в соответствии с Федеральным законом от 17.12.2001 N 173-ФЗ.